# Орора (Огайо)
Орора (англ. Aurora) — город на северо-западе округа Портидж, штат Огайо, США. По данным переписи 2020 года, население пригорода между Акроном и Кливлендом составляло 17 239 человек. Это часть столичного района Акрон.
Некоторые говорят, что Оророй звали дочь майора Амоса Спаффорда, в то время как другие считают, что деревня была названа в честь Авроры, римской богини рассвета. Город был сформирован из бывшего тауншипа Орора, который был образован из Западного резервного района Коннектикута. Национальный фонд объявил Орору городом деревьев.
В 1799 году Эбенезер Шелдон, бывший солдат войны за независимость, поселился в Ороре и построил хижину на восточной пионерской тропе. Вскоре после этого он перевез свою семью из Коннектикута, чтобы жить в новом поселении. Только в 1807 году в Орору прибыли 72 поселенца, а два года спустя был построен первый каркасный дом.
К 1970 году население Ороры достигло почти шести с половиной тысяч жителей, и в следующем десятилетии его население должно было вырасти примерно на две тысячи. В 1971 году Орора станет городом.